# Graselova stezka Vratěnín
Graselova stezka Vratěnín je naučná stezka v okolí Vratěnína, pojmenovaná po Johannu Georgovi Graselovi. Kromě této stezky se Graselova stezka na českém území nachází i u Slavonic, Nové Bystřice, Nových Syrovic a Českého Rudolce. Její celková délka je cca 7 km a na své trase má 3 zastavení.

## Vedení trasy
Trasa začíná u obecního úřadu ve Vratěníně, odkud pokračuje po silnici k celnici. U hřbitova silnice zahýbá doprava k hraničnímu přechodu Vratěnín/Drosendorf, ale NS pokračuje spolu se zelenou turistickou značkou polní cestou rovně. Asi 1,3 km za Vratěnínem odbočuje zelená značka doleva, zatímco NS pokračuje rovně. Po cca 600 metrech zahýbá doleva a po další asi 200 m se dostává na rozcestí, ze kterého vede rovně odbočka na Grázlovu vyhlídku. Stezka se pak stáčí doleva a asi po 900 metrech se opět napojuje na zelenou značku. V místě napojení odbočuje doleva, z části obchází vrch Kamenná a asi po 650 metrech zahýbá doprava a zelenou značku tak znovu opouští. Pokračuje lesní cestou směrem na Uherčice, dokud nenarazí na lesní silničku, kde se dává doleva ke Zlaté studánce. Od ní pokračuje proti proudu Vratěnínského potoka a okolo Vratěnínského rybníka zpět ke hřbitovu.

## Zastavení
- Socha sv. Jana Nepomuckého
- Vyhlídka – přírodní rezervace Bílý kříž
- Zlatá studánka